# 唐澤昌宏
唐澤 昌宏（からさわ まさひろ、1964年 - ）は、日本の美術史家、国立工芸館館長、日本陶磁協会賞選考委員、国際陶芸アカデミー会員。専門は近・現代工芸史。

## 経歴
1964年愛知県名古屋市に生まれる。中学時代に美術教員から勧められ愛知県立旭丘高等学校美術科に進学し、彫刻を専門とする。愛知県立芸術大学に進学し、彫刻制作に取り組む。その後同大学大学院美術研究科を修了する。
大学院卒業後、同大学で非常勤で働いた後、愛知県陶磁資料館（現愛知県陶磁美術館）学芸員となる。2003年東京国立近代美術館主任研究員となる。2010年同館工芸課長となる。2018年、小山冨士夫記念賞（褒賞）を受賞。2020年、国立工芸館開館に併せ同館館長となる。2023年に企画した「ポケモン×工芸展―美とわざの大発見―」は、来館者5万人を達成し、同館における一つの展覧会での来館者数の最大を記録した。2023年〜2024年に行われる「Pokémon Trading Card Game イラストレーションコンテスト 2024」の特別審査員を務める。

## 業績

### 単著
- 『窯別ガイド日本のやきもの 瀬戸』（淡交社、2003年）

### 共著
- 『日本やきもの史』（矢部良明監修、荒川正明・伊藤嘉章・岡佳子・金子賢治・唐澤昌宏・齊藤孝正・佐々木秀憲著）（美術出版社、2018年）
- 『やきものを知る12のステップ』（淡交社、2019年）

### 企画
- 「現代の陶芸1950－1990」（愛知県美術館、1993年）
- 「現代陶芸の若き旗手たち」（愛知県陶磁美術館、1996年）
- 「桃山陶に魅せられた七人の陶芸家」（山梨県立美術館、2003年）
- 「人間国宝の日常のうつわ―もう一つの富本憲吉」（東京国立近代美術館、2004年）
- 「荒川豊藏と加藤唐九郎」（佐野美術館、2004年）
- 「青磁を極める－岡部嶺男展」（東京国立近代美術館、2008年）
- 「現代工芸への視点―装飾の力」（東京国立近代美術館、2009年）
- 「現代工芸への視点―茶事をめぐって」（東京国立近代美術館、2010年）
- 「茶陶―造形と意匠にみる現在性」（多治見市文化工房ギャラリーヴォイス、2011年）
- 「日本伝統工芸展60回記念－工芸からKŌGEIへ」（東京国立近代美術館、2013年）
- 「青磁のいま―受け継がれた技と美 南宋から現代まで」（東京国立近代美術館、2014年）
- 「The 備前―土と炎から生まれる造形美―」（愛知県陶磁美術館、2020年）
- 「近代工芸と茶の湯のうつわ―四季のしつらい―」（国立工芸館、2021年）
- 「『ひとがた』をめぐる造形」（金沢21世紀美術館、2022年）
- 「ポケモン×工芸展―美とわざの大発見―」（国立工芸館、2023年）